# Seguros Bolívar Open Bogotá 2010
Il Seguros Bolivar Open Bogotá 2010 è un torneo professionistico di tennis giocato sulla terra rossa, che faceva parte dell'ATP Challenger Tour 2010 e dell'ITF Women's Circuit 2010. Si è giocato a Bogotà in Colombia dal 12 al 18 luglio 2010.

## Partecipanti

### Teste di serie
| Nazionalità | Giocatore         | Ranking* | Testa di serie |
| ----------- | ----------------- | -------- | -------------- |
| Colombia    | Santiago Giraldo  | 56       | 1              |
| Colombia    | Alejandro Falla   | 64       | 2              |
| Brasile     | Marcos Daniel     | 100      | 3              |
| Cile        | Nicolás Massú     | 101      | 4              |
| Brasile     | João Souza        | 129      | 5              |
| Germania    | Andre Begemann    | 166      | 6              |
| Colombia    | Carlos Salamanca  | 167      | 7              |
| Messico     | Santiago González | 169      | 8              |

- Ranking al 5 luglio 2010.

### Altri partecipanti
Giocatori che hanno ricevuto una wild card:
- Robert Farah
- Roberto Livi
- Nicolás Massú
- Eduardo Struvay

Giocatori passati dalle qualificazioni:
- Júlio César Campozano
- Guillermo Durán
- Iván Endara
- Ty Trombetta

## Campioni

### Singolare maschile
Robert Farah ha battuto in finale  Carlos Salamanca con il punteggio di 6–3, 2–6, 7–6(3)

### Singolare femminile
Paula Ormaechea ha battuto in finale  Julia Cohen con il punteggio di 7–5, 6–1

### Doppio maschile
Juan Sebastián Cabal /  Robert Farah hanno battuto in finale  Víctor Estrella Burgos /  Alejandro González con il punteggio di 7–6(6), 6–4

### Doppio femminile
Andrea Gámiz /  Paula Ormaechea hanno battuto in finale  Mailen Auroux /  Karen Emilia Castiblanco Duarte con il punteggio di 5–7, 6–4, [10–8]